# Matronae Axsinginehae

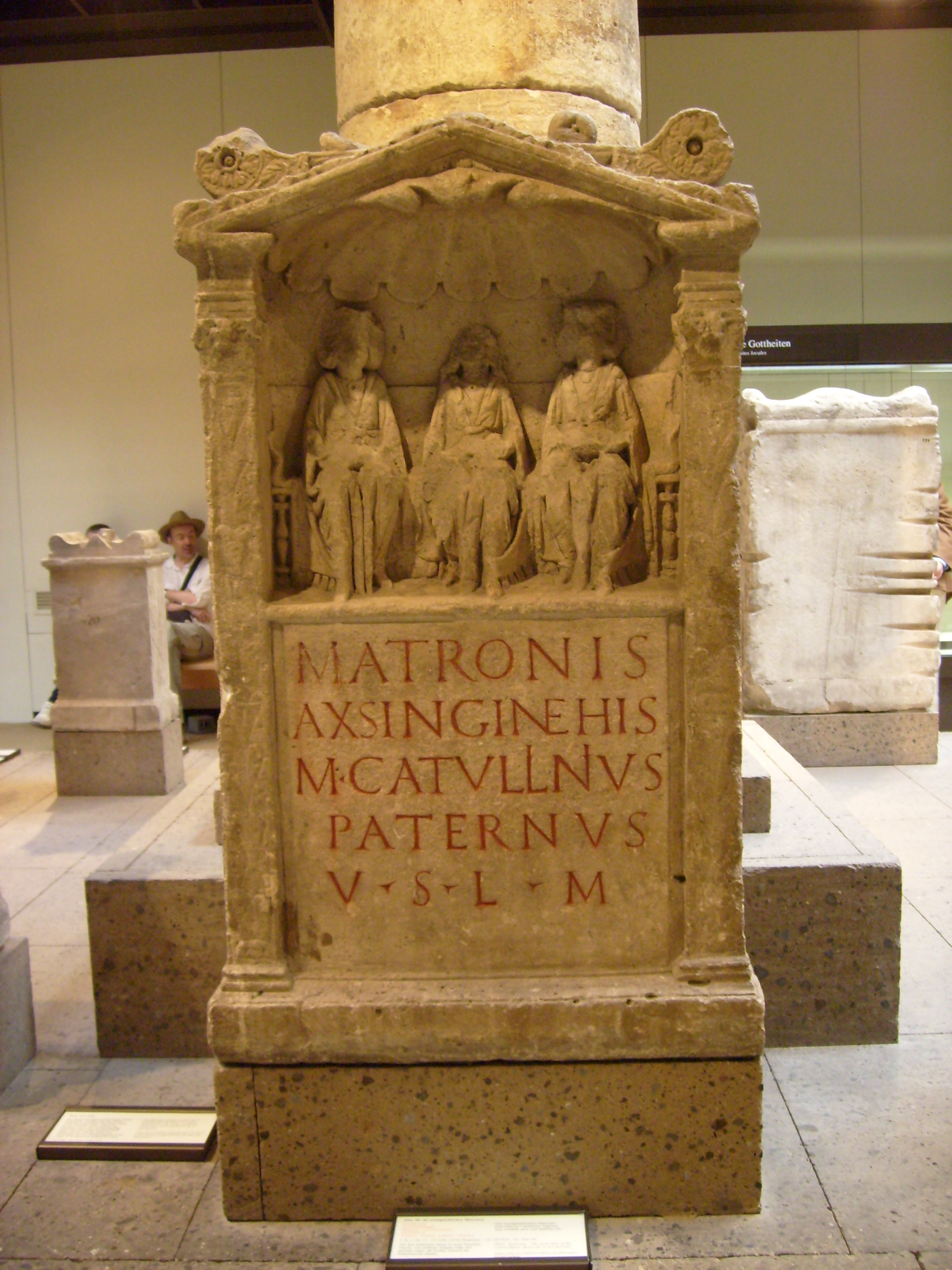

Die Axsinginehae sind Matronen, die einzig durch einen Matronenstein aus Köln überliefert sind.

## Auffindung und Beschreibung
Der Stein wurde 1829 bei Fundamentarbeiten im Sohlenbereich des Eingangs eines römischen Stadmauerturms gefunden. In dem Umfeld der Kupfergasse, des Apellhof und der Burgmauer der Kölner Innenstadt wurden in den 1820er Jahren zahlreiche Funde von Votiv- und Matronensteinen gemacht. Er zeigt die drei Matronen in einer mit einer Muscheldecke gebildeten üblichen Nische, zu beiden Seiten durch Pilaster mit Blattkapitellen gerahmt. Über der Nische ist ein Tempelgiebel ausgeführt, der mit je zwei Voluten und zwei Früchten dekoriert ist. An den Schmalseiten der Ädikula ist je ein schlecht erhaltener Tempeldiener in Tunika angebracht, der eine eine Kanne, der andere einen Becher haltend. Die Matronen sind in knöchellangen Gewändern auf einer Bank sitzend ausgeführt und halten im Schoß jeweils einen Fruchtkorb. Die beiden Äußeren zeigen noch erkennbar die üblichen Hauben. Der Erhaltungszustand ist stark beschädigt. Unterhalb der Nische ist das Inschriftenfeld angebracht. Der Stein befindet sich heute in der Ausstellung des Römisch-Germanischen Museums in Köln.

## Inschrift
Die Inschrift in Capitalis ist klar lesbar in fünf Zeilen angelegt.

„Matronis / Axsinginehis / M(arcus) Catullinius / Paternus / v(otum) s(olvit) l(ibens) m(erito)“

„Für die axsinginehischen Matronen löste Marcus Catullinius Paternus sein Gelübde gern und dankbar ein.“

Der Beiname des Stifters „Paternus“ tritt häufig im Inschriftenkatalog des Niederrheins auf und weist den Träger als Germanen vom Stamm der Ubier aus. Der Gentilname aus der Form „Catullus“, als Pseudogentilizismus, zeigt, dass dessen Familie seit zwei oder mehr Generationen über das römische Bürgerrecht verfügte. Die hochwertige dekorative Ausfertigung des Steins zeugt des Weiteren von erlangtem Wohlstand und gesellschaftlichem Status des Paternus, den er so repräsentativ darstellte.

## Beiname
Axsinginehae ist ein germanischer Name mit einer üblichen Matronennamenendung (-ehae), der den Wortstamm germ. Neutrum *aχ(a)s- „Ähre“ zeigt und zu den Belegen gotisch ahs und althochdeutsch ahir stellbar ist. Er lässt sich nach Günter Neumann von einem Ortsnamen *Ahsingi- ableiten. Das Suffix -ingi tritt häufig in altgermanischen Ortsnamen auf wie im altsächsischen „Gutingi“ für das heutige Göttingen oder das aus dem Jahr 852 belegte Aspingi = „Espenhain“, im oberdeutsch-bairischen Raum bei zahlreichen Belegen wie beispielsweise bei Elsing das aus dem Begriff „Erle“ abgeleitet ist. Die Matronen sind demnach nach einem topographischen Charakteristikum des Ortes *Asingi-, der sich durch fruchtbare Getreidefelder auszeichnete, benannt worden. Die Etymologie des Beinamens weist die Matronen mit einer Schutzfunktion für die Fruchtbarkeit der örtlichen Getreidefelder aus.